# Hannes Tretter
Hannes Tretter (* 5. Juli 1951 in Wien; † 17. März 2025 ebenda) war ein österreichischer Jurist und Menschenrechtsexperte. Er war außerordentlicher Universitätsprofessor für Grund- und Menschenrechte am Institut für Staats- und Verwaltungsrecht der Universität Wien und Co-Gründer und zuvor wissenschaftlicher Co-Leiter des Ludwig Boltzmann Instituts für Menschenrechte (BIM) in Wien. 

## Wirken
Im Jahr 1975 promovierte er an der Universität Wien im Fach Rechtswissenschaften und arbeitete, nach einer Zwischenstation am Verfassungsgerichtshof (Österreich) (1976–1978), seit 1978 an der Universität Wien. Er war Mitglied der 2008 gegründeten interdisziplinären Forschungsplattform Human Rights in the European Context, in der sich Wissenschaftler mehrerer Fakultäten zusammengeschlossen haben, um das Thema Menschenrechte in Lehre und Forschung voranzubringen. Daneben war er Lehrbeauftragter an der Donau-Universität Krems und der Modul University Vienna. Tretter war daneben unter anderem Vorstandsmitglied der Österreichischen Liga für Menschenrechte. Zwischen 2007 und 2012 war er Stellvertretender Vorsitzender (Vize Chairperson) des Verwaltungsrates der EU-Grundrechteagentur mit Sitz in Wien.
Zu seinen Forschungsschwerpunkten zählten insbesondere das Verfassungsrecht, Medienrecht, Datenschutzrecht, Asylrecht sowie das Europa- und Völkerrecht.

## Schriften
Tretter hat zahlreiche Schriften veröffentlicht. Unter anderem verfasste er den Beitrag zu Artikel 3 der Europäischen Menschenrechtskonvention (EMRK) im Kommentar zum österreichischen Bundesverfassungsrecht, herausgegeben von Karl Korinek und Michael Holoubek.